# فرودگاه ایسافیوردور
فرودگاه ایسافیوردور (به انگلیسی: Ísafjörður Airport) یک فرودگاه همگانی با کد یاتا IFJ است که یک باند فرود آسفالت دارد و طول باند آن ۱۴۰۰ متر است. این فرودگاه در کشور ایسلند قرار دارد و در ارتفاع ۲ متری از سطح دریا واقع شده‌است.

## شرکت‌های هواپیمایی و مقصدهای پروازی
| شرکت‌های هواپیمایی   | مقصدهای پروازی |
| ------------------- | -------------- |
| Air Iceland Connect | ریکیاویک       |